# Balsam Lake (Wisconsin)
Balsam Lake es una villa ubicada en el condado de Polk en el estado estadounidense de Wisconsin. En el Censo de 2010 tenía una población de 1.009 habitantes y una densidad poblacional de 114,89 personas por km².

## Geografía
Balsam Lake se encuentra ubicada en las coordenadas 45°28′5″N 92°27′11″O / 45.46806, -92.45306. Según la Oficina del Censo de los Estados Unidos, Balsam Lake tiene una superficie total de 8.78 km², de la cual 5.59 km² corresponden a tierra firme y (36.3%) 3.19 km² es agua.

## Demografía
Según el censo de 2010, había 1.009 personas residiendo en Balsam Lake. La densidad de población era de 114,89 hab./km². De los 1.009 habitantes, Balsam Lake estaba compuesto por el 94.15% blancos, el 0.89% eran afroamericanos, el 2.58% eran amerindios, el 0.3% eran asiáticos, el 0% eran isleños del Pacífico, el 0.5% eran de otras razas y el 1.59% pertenecían a dos o más razas. Del total de la población el 0.69% eran hispanos o latinos de cualquier raza.